# 12세기
12세기는 1101년부터 1200년까지이다.

## 주요 사건
- 1169년 - 살라딘이 아이유브 왕조 창시
- 1189년 ~ 1192년 - 제3차 십자군 원정

## 주요 인물
- 칭기즈 칸
- 피에르 아벨라르
- 오마르 하이얌
- 데이비드 1세(1080년 - 1153년) - 스코틀랜드왕
- 진회(1090년 - 1155년) - 남송의 재상
- 스티븐(1096년 - 1154년) - 잉글랜드왕
- 악비(1103년 - 1141년)- 남송의 무장
- 주희(1130년 - 1200년)- 남송의 유학자
- 살라흐 앗 딘 - 살라딘(1138년 - 1193년)- 아이유브왕조의 시조
- 윌리엄 1세(1143년 - 1214년) - 스코틀랜드왕
- 리처드 1세(1157년 - 1199년) - 잉글랜드왕
- 프랑스의 필리프 2세(1165년 - 1223년) - 프랑스 왕
- 잉글랜드의 존 (1167년 - 1216년) - 잉글랜드왕
- 미나모토 요리토모 - 가마쿠라 막부 성립
- 프리드리히 바르바로사(1122년 - 1190년) - 신성 로마 제국의 왕

## 년대와 년도
| 1090년대 | 1090 | 1091 | 1092 | 1093 | 1094 | 1095 | 1096 | 1097 | 1098 | 1099 |
| 1100년대 | 1100 | 1101 | 1102 | 1103 | 1104 | 1105 | 1106 | 1107 | 1108 | 1109 |
| 1110년대 | 1110 | 1111 | 1112 | 1113 | 1114 | 1115 | 1116 | 1117 | 1118 | 1119 |
| 1120년대 | 1120 | 1121 | 1122 | 1123 | 1124 | 1125 | 1126 | 1127 | 1128 | 1129 |
| 1130년대 | 1130 | 1131 | 1132 | 1133 | 1134 | 1135 | 1136 | 1137 | 1138 | 1139 |
| 1140년대 | 1140 | 1141 | 1142 | 1143 | 1144 | 1145 | 1146 | 1147 | 1148 | 1149 |
| 1150년대 | 1150 | 1151 | 1152 | 1153 | 1154 | 1155 | 1156 | 1157 | 1158 | 1159 |
| 1160년대 | 1160 | 1161 | 1162 | 1163 | 1164 | 1165 | 1166 | 1167 | 1168 | 1169 |
| 1170년대 | 1170 | 1171 | 1172 | 1173 | 1174 | 1175 | 1176 | 1177 | 1178 | 1179 |
| 1180년대 | 1180 | 1181 | 1182 | 1183 | 1184 | 1185 | 1186 | 1187 | 1188 | 1189 |
| 1190년대 | 1190 | 1191 | 1192 | 1193 | 1194 | 1195 | 1196 | 1197 | 1198 | 1199 |
| 1200년대 | 1200 | 1201 | 1202 | 1203 | 1204 | 1205 | 1206 | 1207 | 1208 | 1209 |